# Le Bémont
Le Bémont ist eine politische Gemeinde im Distrikt Franches-Montagnes des Kantons Jura in der Schweiz. Der frühere deutsche Name Hübschenberg wird heute nicht mehr verwendet.

## Geographie
Le Bémont liegt auf 982 m ü. M., 1,5 km nordöstlich des Bezirkshauptorts Saignelégier (Luftlinie). Das ehemalige Strassenzeilendorf erstreckt sich an einem nach Südosten geneigten Hang auf der Jurahochfläche der Freiberge (französisch Franches Montagnes).
Die Fläche des 11,6 km² grossen Gemeindegebiets umfasst einen Abschnitt der leicht gewellten Hochfläche des Plateaujuras, auf der sich moorige, meist oberirdisch abflusslose Senken mit Kuppen aus Kalkstein abwechseln. Die nördliche Begrenzung liegt nahe dem Steilabfall zum Doubstal. Nach Süden erstreckt sich die Fläche von Le Bémont über ausgedehnte Weidegebiete und die Höhe von Le Haut Bémont (1070 m ü. M.) bis zum Naturschutzgebiet Étang des Royes. In der Nähe der Höfe von Les Rouges-Terres wird mit 1075 m ü. M. der höchste Punkt der Gemeinde erreicht. Von der Gemeindefläche entfielen 1997 4 % auf Siedlungen, 26 % auf Wald und Gehölze, 69 % auf Landwirtschaft, und rund 1 % war unproduktives Land.
Zu Le Bémont gehören die Weiler La Bosse (949 m ü. M. in einer Geländemulde nördlich des Dorfes), Les Communances (950 m ü. M.) und Les Cufattes (962 m ü. M.) in der Senke südöstlich von Le Bémont, Les Rouges-Terres (1010 m ü. M.) auf der anschliessenden Höhe, sowie mehrere Einzelhöfe. Nachbargemeinden von Le Bémont sind Saignelégier, Les Enfers und Montfaucon im Kanton Jura sowie Tramelan im Kanton Bern.

## Bevölkerung
Mit 305 Einwohnern (Stand 31. Dezember 2023) gehört Le Bémont zu den kleineren Gemeinden des Kantons Jura. Von den Bewohnern sind 97,4 % französischsprachig und 2,3 % deutschsprachig (Stand 2000). Seit der zweiten Hälfte des 19. Jahrhunderts hat sich die Bevölkerungszahl von Le Bémont halbiert (1870 wurden 718 Einwohner, 1910 noch 522 Einwohner gezählt).

## Wirtschaft
Le Bémont ist ein vorwiegend landwirtschaftlich geprägtes Dorf mit viel Weideland und bedeutender Pferdezucht. Ausserhalb des primären Sektors sind jedoch nur wenige Arbeitsplätze im lokalen Kleingewerbe vorhanden. Viele Erwerbstätige sind deshalb Wegpendler.

## Verkehr
Die Gemeinde liegt an der Hauptstrasse von Delémont nach La Chaux-de-Fonds. Am 21. Mai 1904 wurde die Eisenbahnlinie des Régional Saignelégier–Glovelier, einer Vorgängerin der Chemins de fer du Jura, mit einem Bahnhof in Le Bémont eröffnet.

## Geschichte
Seine erste Erwähnung findet das Dorf 1330 als Le Belmont. Es gehörte zur Herrschaft Freiberge, die dem Fürstbistum Basel unterstand. Von 1793 bis 1815 gehörte Le Bémont zu Frankreich und war anfangs Teil des Département du Mont-Terrible, ab 1800 mit dem Département Haut-Rhin verbunden. Durch den Entscheid des Wiener Kongresses kam der Ort 1815 an den Kanton Bern und am 1. Januar 1979 an den neu gegründeten Kanton Jura.

## Sehenswürdigkeiten
Auf der Weide nördlich des Weilers La Bosse steht eine 1898 im Stil der Neugotik neu erbaute Kapelle, die der Nonne Jeanne Froidevaux geweiht ist. Kirchlich war Le Bémont jedoch bis 1629 von Montfaucon und seither von Saignelégier abhängig. Sehenswert sind auch die weissgetünchten typischen Bauernhöfe des Hochjuras mit grosser Dachfläche. Das einheitliche Ortsbild von La Bosse zählt mit den aus dem 17. bis 19. Jahrhundert stammenden Bauernhäusern zu den schönsten des Kantons Jura.

## Bilder

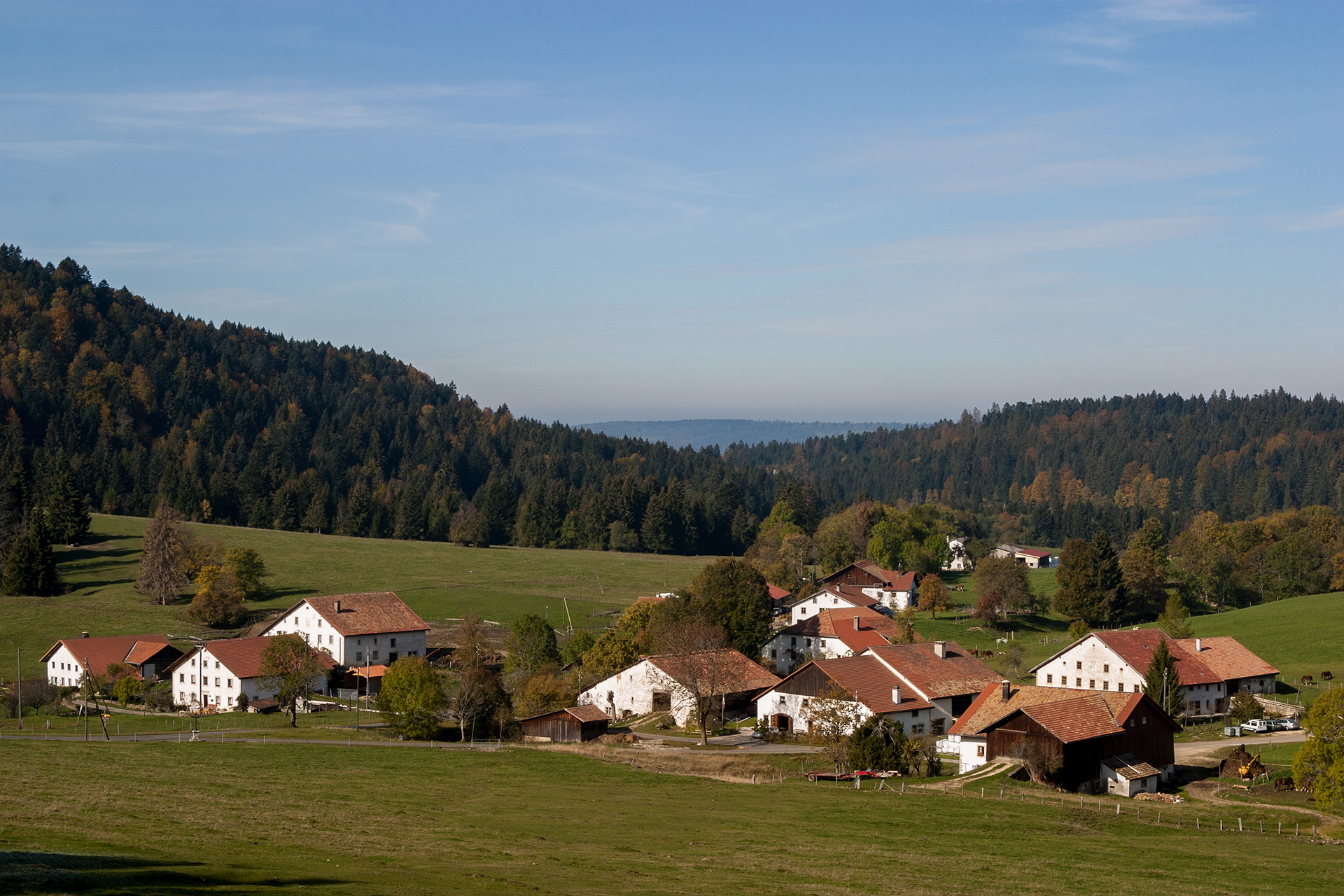
Weiler La Bosse
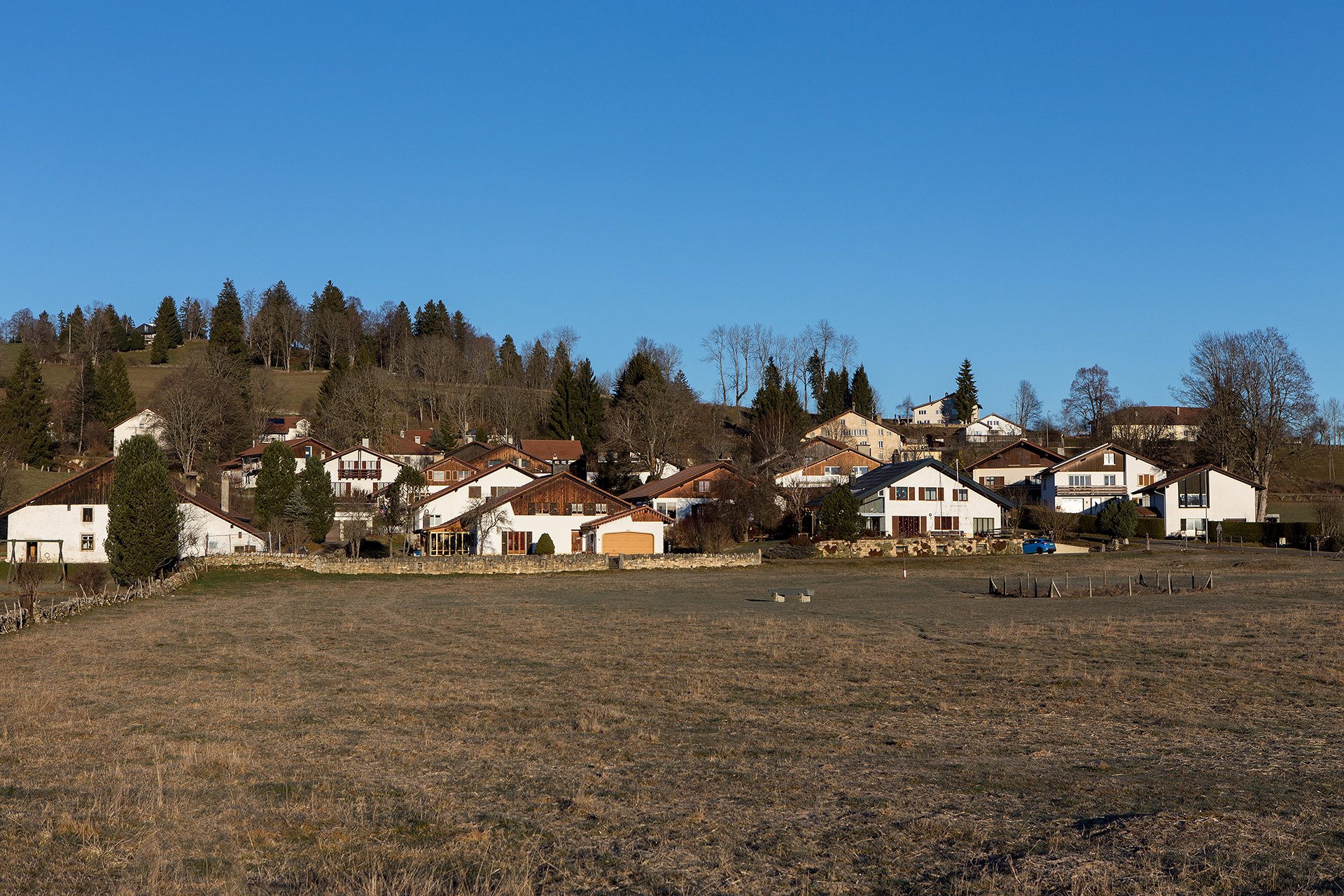
Östlicher Dorfteil von Le Bémont
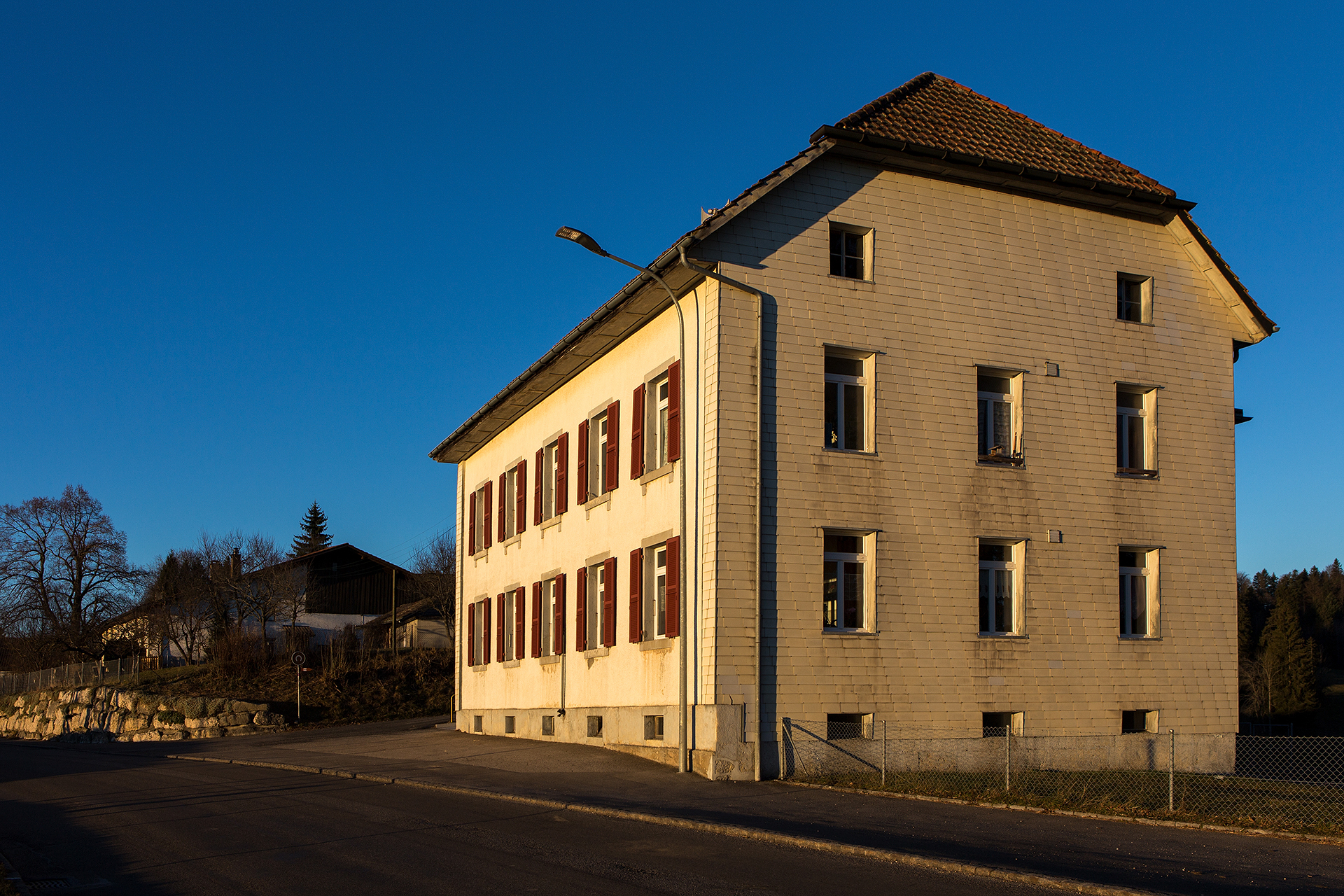
Primarschulhaus in Le Bémont
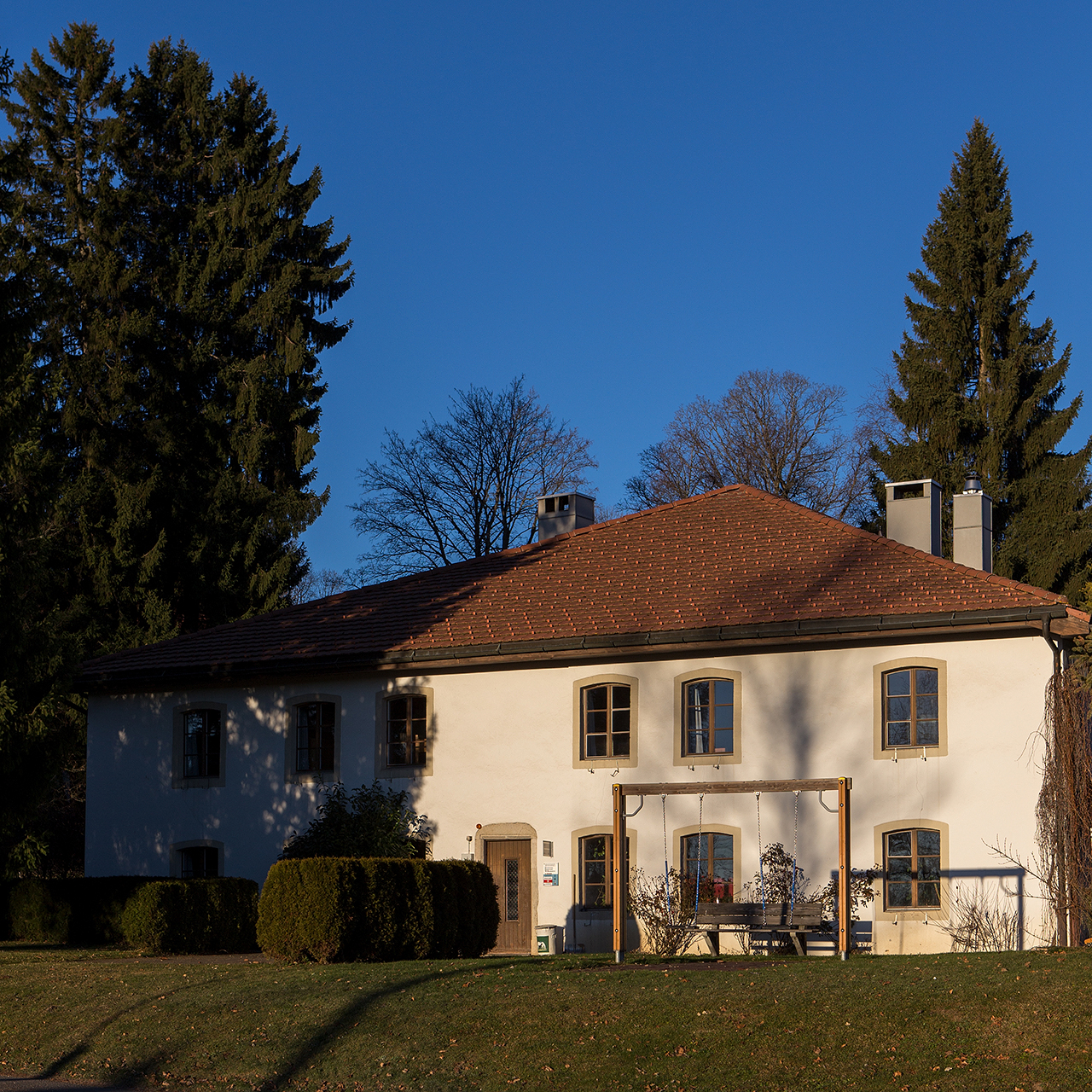
Jugendherberge in Le Bémont
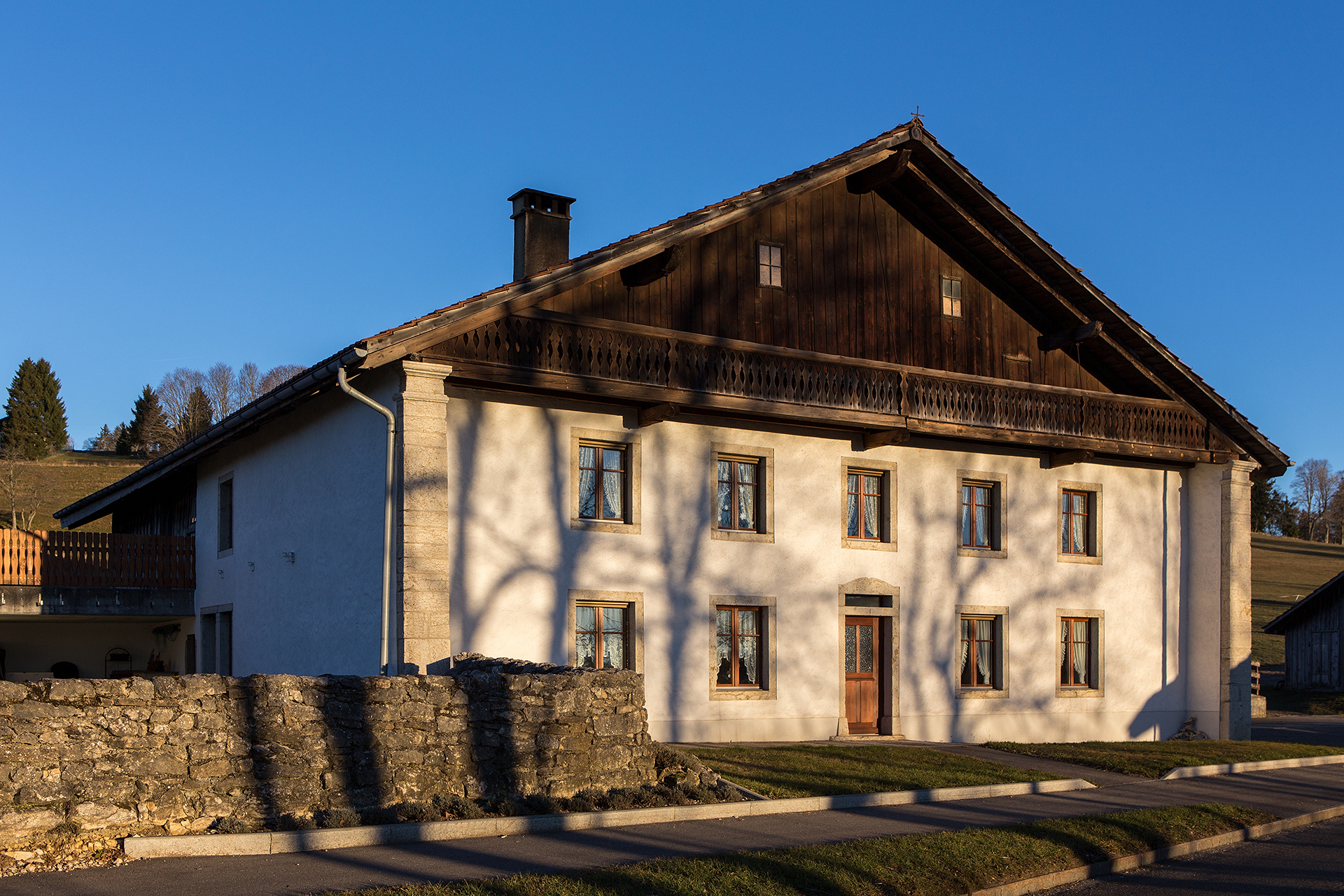
Ortstypisches Bauernhaus in Le Bémont
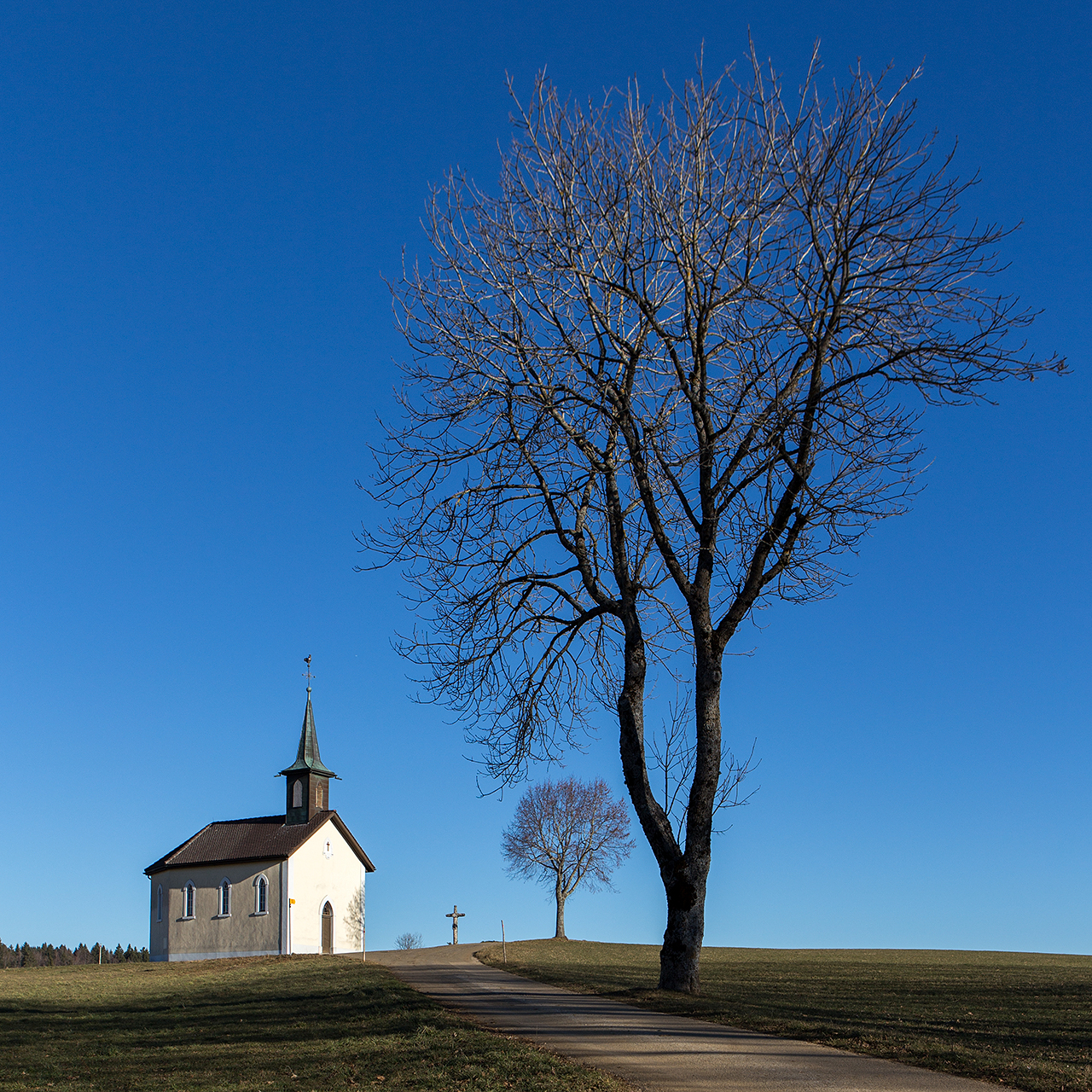
Kapelle in La Bosse
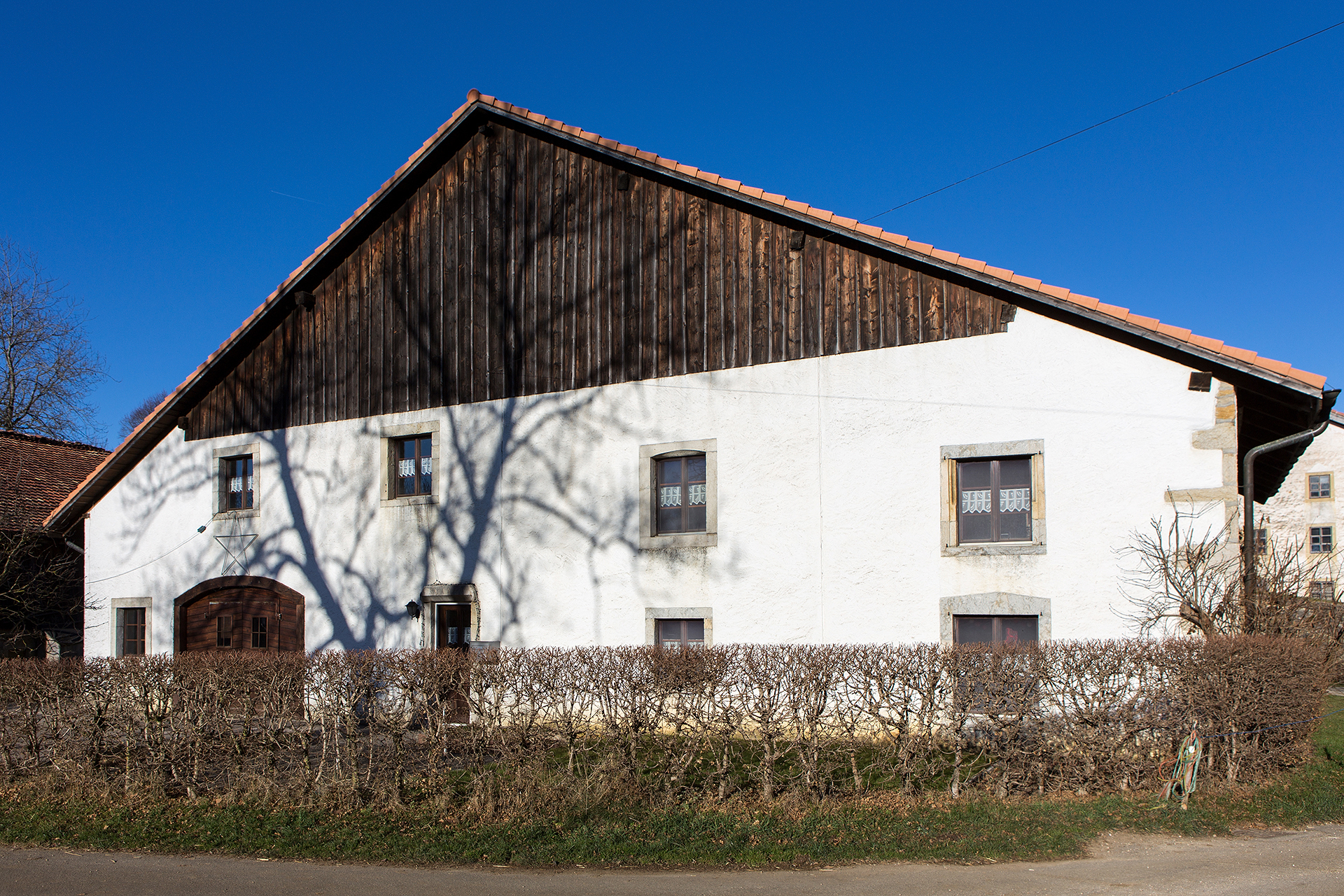
Freiberger Bauernhaus in La Bosse
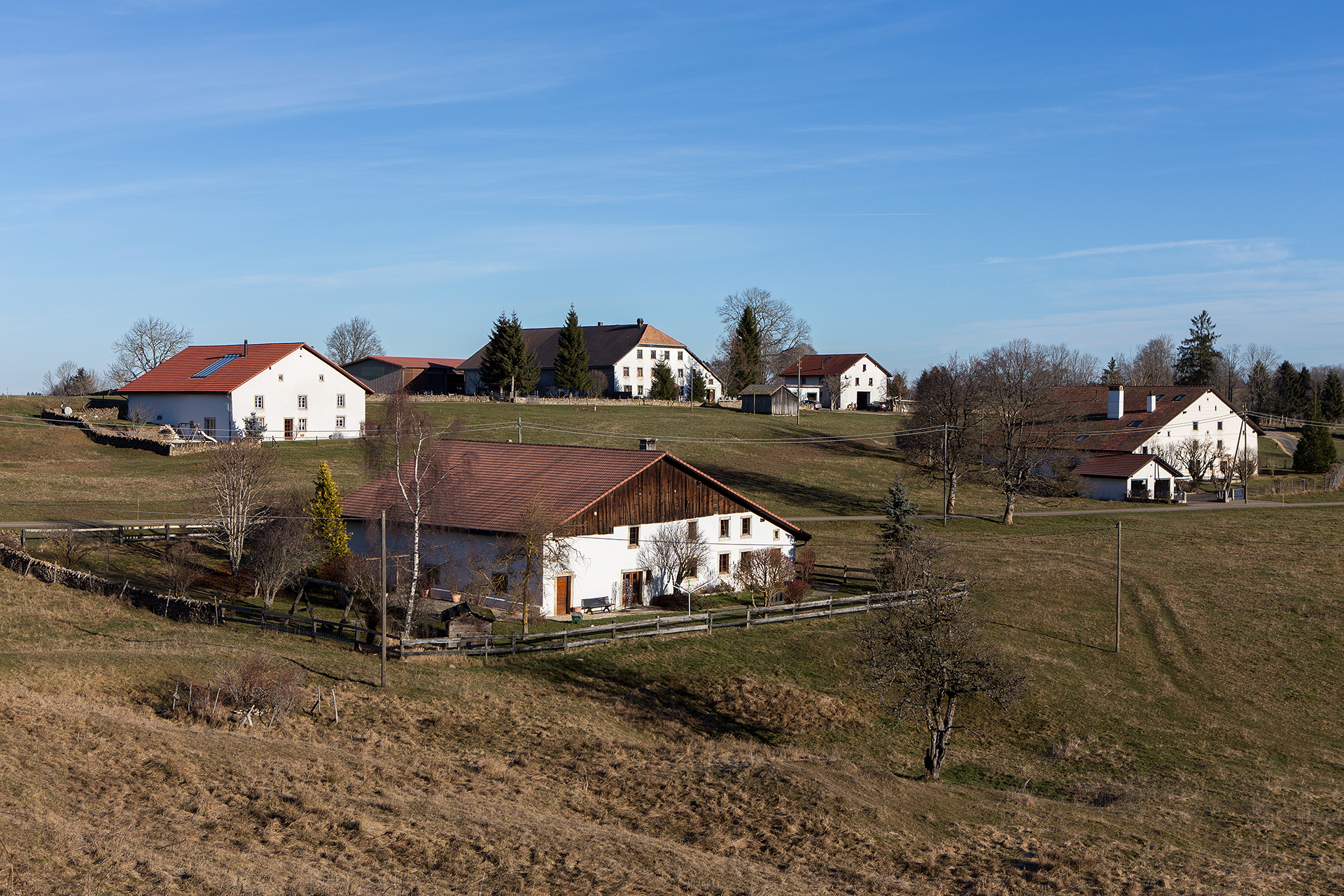
Östlicher Teil von Rouges-Terres
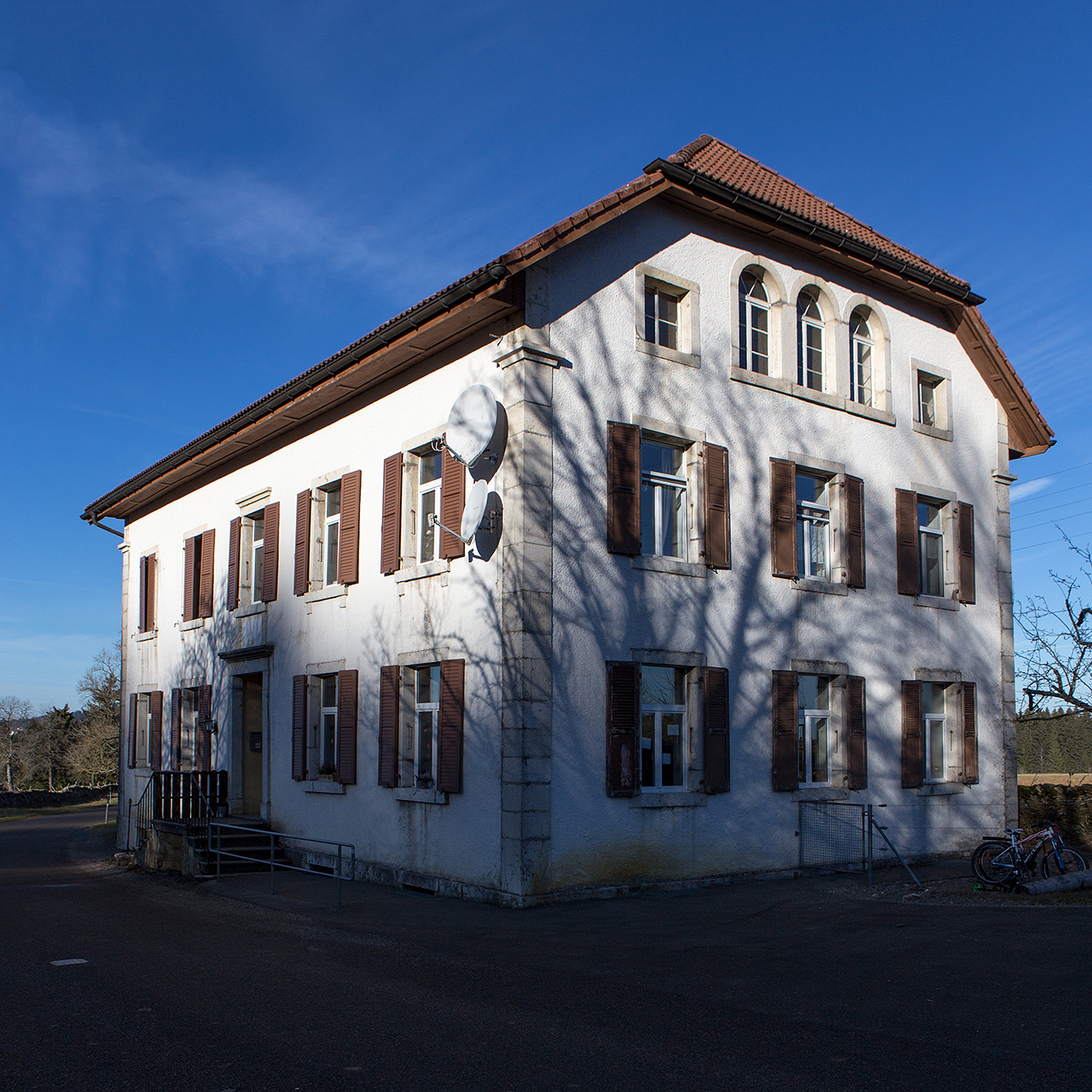
Primarschulhaus in Rouges-Terres
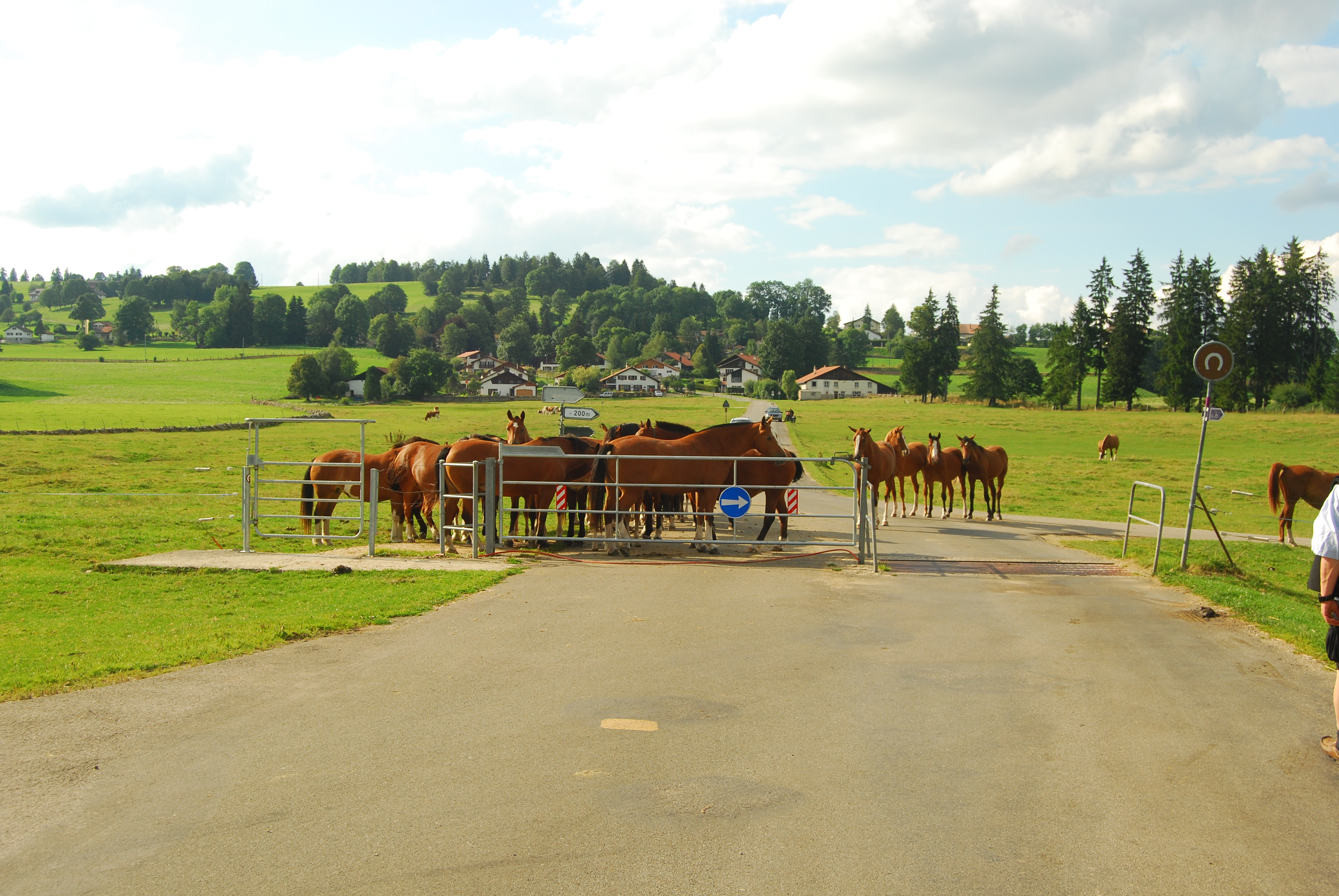
Pferdeherde in Le Bémont
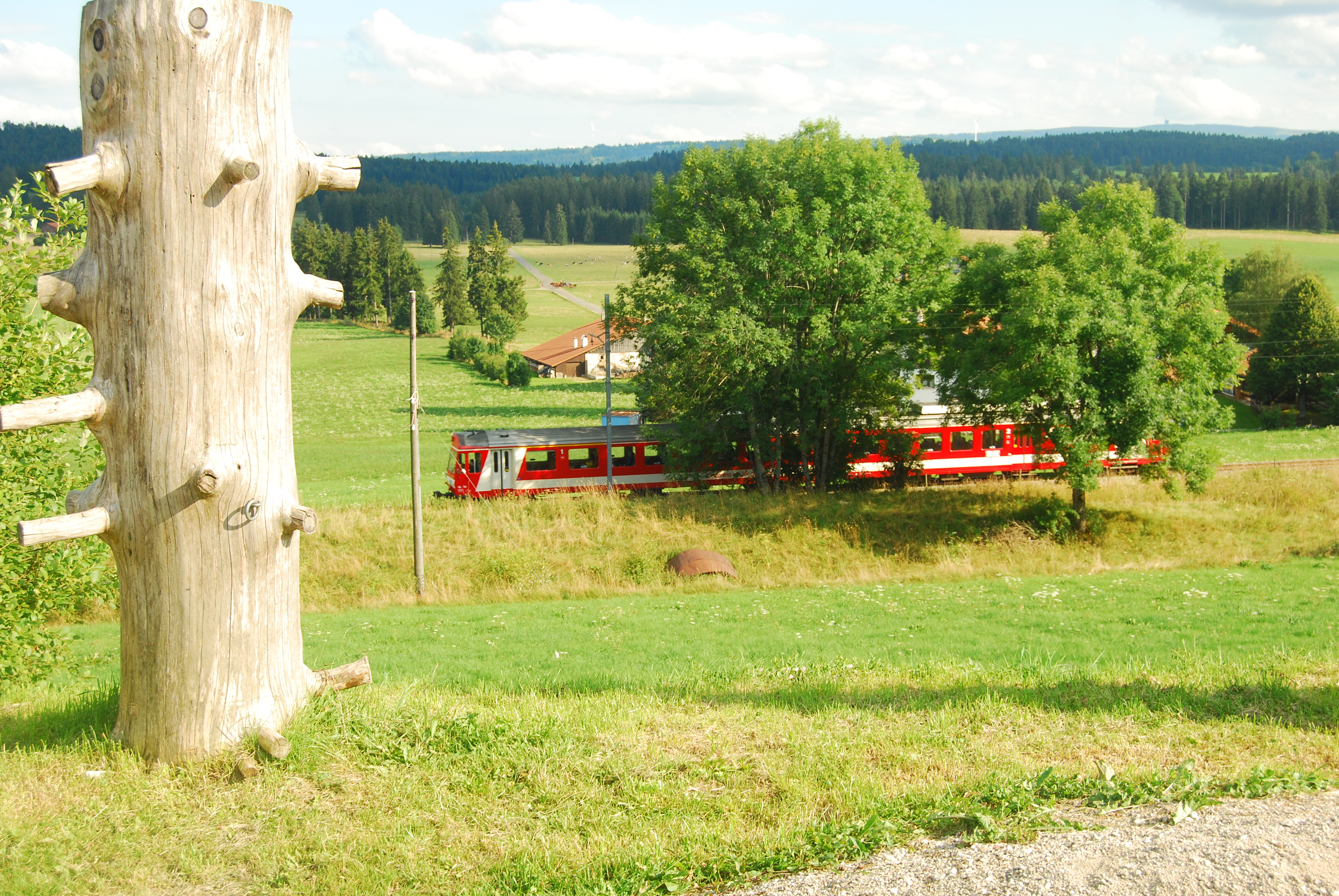
Zug der Chemins de fer du Jura in Le Bémont